# Letino
Letino község (comune) Olaszország Campania régiójában, Caserta megyében. 

## Fekvése
A megye északkeleti részén fekszik. Határai: Gallo Matese, Prata Sannita, Roccamandolfi, San Gregorio Matese és Valle Agricola.

## Története
Valószínűleg a normann (11-12. század) időkben alapították, egy ókori, szamnisz település helyén.A következő századokban nemesi birtok volt. A 19. században nyerte el önállóságát, amikor a Nápolyi Királyságban felszámolták a feudalizmust. Egyike volt azon településeknek, amelyet 1877-ben az Enrico Malatesta, Andrea Costa és Carlo Cafiero által vezetett olasz kommunista felkelők elfoglaltak.

## Népessége
A népesség számának alakulása:

## Főbb látnivalói
- Castello (a település középkori vára)
- San Giovanni Battista-templom
- Santa Maria al Castello-templom